# 鳳暦 (大理)
鳳暦（ほうれき）は、雲南に興った後理国の段智廉の時代に使用された元号。1201年 - 年代不詳。

## 改元
庚申年（1200年）に、宣宗功極帝段智興が死去し、段智廉が即位、翌年（辛酉年、1201年）改元する。在位中に「元寿」に改元しているが、時期は不明である。